# نوویستور

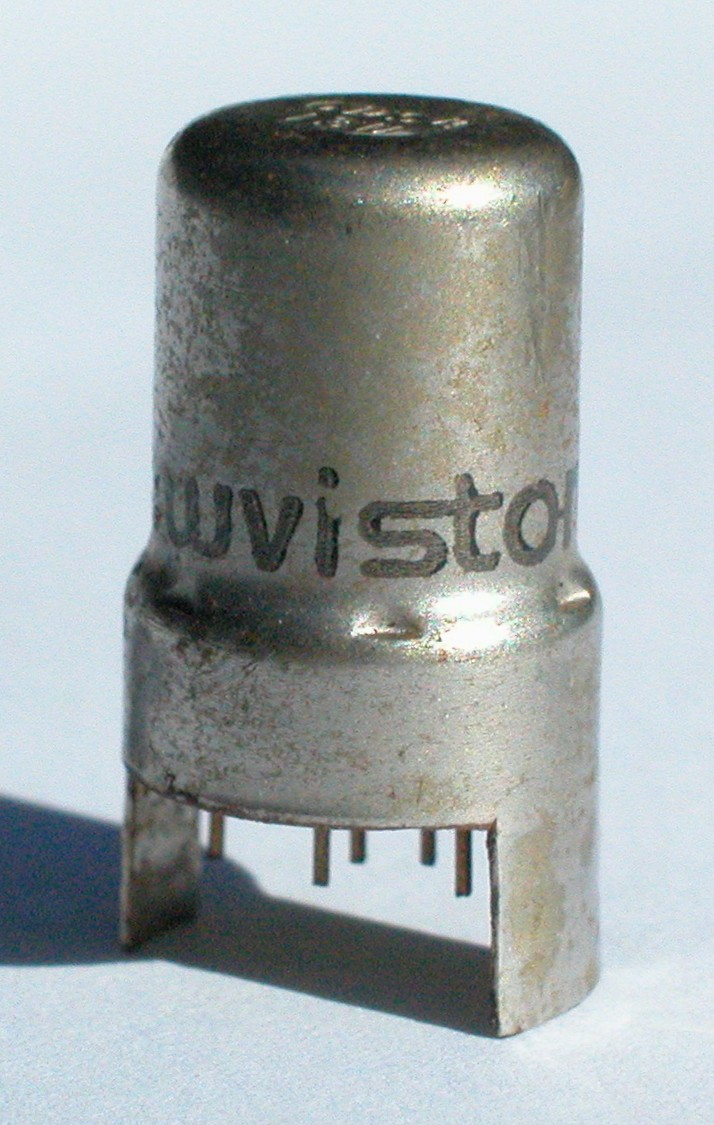
آرسی‌ای 6DS4 «نوویستور» تریود لامپ خلاء، حدود. ۲۰ میلی‌متر ارتفاع و ۱۱ میلی‌متر قطر

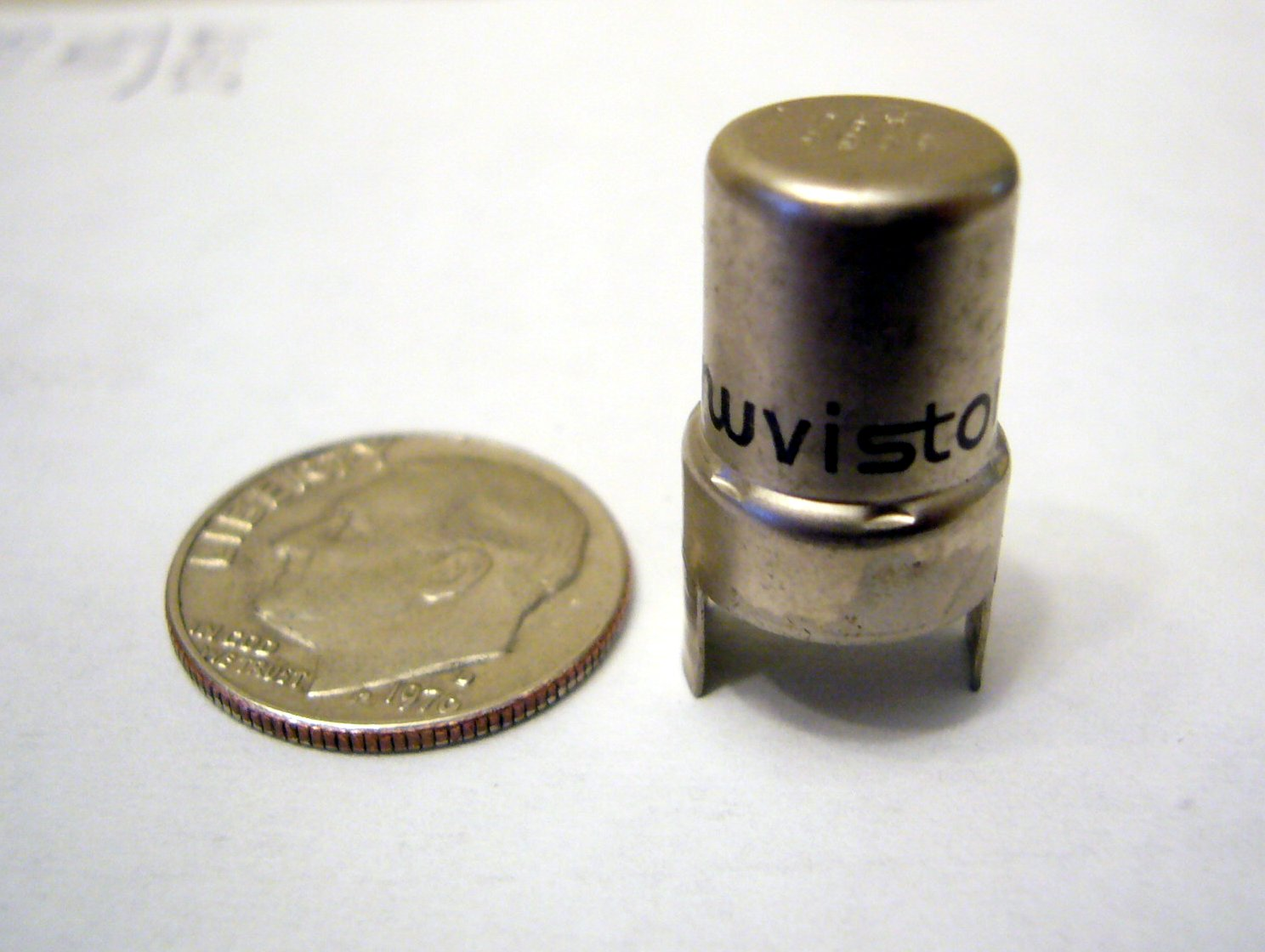
نوویستور با سکه ایالات متحده برای مقیاس

نوویستور (به انگلیسی: nuvistor) نوعی لامپ خلاء است که توسط آرسی‌ای در سال ۱۹۵۹ معرفی شد. نوویستورها برای رقابت با ترانزیستورهای پیوند دوقطبی جدید در آن زمان ساخته شدند و بسیار کوچکتر از لامپ‌های معمولی آن روز بودند و تقریباً به فشردگی پوشش‌های ترانزیستور گسسته اولیه نزدیک می‌شدند. به دلیل اندازه کوچک آنها، فضایی برای قرار دادن اتصالات خلاء برای تخلیه لامپ وجود نداشت. در عوض، نوویستورها در یک محفظه خلاء توسط دستگاه‌های روباتیک ساده جمع‌آوری و پردازش شدند. محفظه لوله فلزی با پایه سرامیکی ساخته شده است. تریود و چند تترود و پنتود ساخته شد. تترودهای نوویستور از تریودها بلندتر بودند.
نوویستورها از جمله لامپ‌های دریافت فرکانس رادیویی سیگنال کوچک با بالاترین کارایی هستند که عمدتاً به دلیل ظرفیت‌خازنی پایین و اندوکتانس پایین به دلیل اندازه کوچک آنها است. آنها عملکرد عالی VHF و UHF و عددهای نویز کم دارند و در سراسر دهه ۱۹۶۰ به‌طور گسترده برای کاربردهای کم‌توان در دستگاه‌های تلویزیون استفاده می‌شدند (از مجموعه رنگی‌های آرسی‌تی «نیو ویستا» در سال ۱۹۶۱ با شاسی سی‌تی سی-۱۱)، گیرنده‌ها و فرستنده‌های رادیویی، تجهیزات صوتی، و اسیلوسکوپ استفاده می‌شد. آرسی‌ای در اواخر سال ۱۹۷۱ استفاده از آنها را در تیونرهای تلویزیونی متوقف کرد.
کاربردهای نوویستور شامل اِمپکس ام‌آر-۷۰، ضبط نوار استودیویی که کل بخش الکترونیک آن بر پایه نوویستورها بود، و میکروفون‌های درجه یک استودیویی از آن دوران، مانند ای‌کی‌جیی/نورلکو سی۱۲اِی، که از ۷۵۸۶ استفاده می‌کرد، بود. همچنین بعداً مشخص شد که با تغییرات جزئی مدار، نوویستور جایگزین کافی برای لامپ منسوخ تلفونکن وی‌اف۱۴ام که در میکروفون استودیو نیومن یو۴۷ استفاده می‌شد، ایجاد کرد. تکترونیکس از نوویستورها در بسیاری از اسیلوسکوپ‌های پیشرفته خود در دهه ۱۹۶۰ استفاده کرد، قبل از اینکه بعداً آنها را با جی‌فت‌های حالت جامد جایگزین کرد. نوویستورها در برنامه فضایی رنجر و نمونه‌های ساخت روسیه (با سَری‌های سیم‌بافته لحیم‌شده، قابل اطمینان‌تر از سوکت‌ها) در جت جنگنده شوروی میگ-۲۵ استفاده شد، احتمالاً برای مقاوم‌سازی تابش تجهیزات الکترونیکی جنگنده. این پس از فرار ویکتور بلنکو کشف شد.

## جانمایی‌های پایه
سوکت‌های نوویستور دارای یک طرح استاندارد شده بر اساس چهار دایره هم‌مرکز فرضی هستند که پایه‌ها در زاویه ۶۰ درجه از نقطه مرکزی پایه قرار گرفته‌اند. پوسته فلزی دارای دو باله است که در زیر پایه قرار دارند. بزرگتر این دو باله موقعیت کلیدی است. سوکت‌ها می‌توانند تا ۱۲ پایه را در خود جای دهند، اما معمولاً فقط از پنج یا شش پایه استفاده می‌شود.
پایه‌های ۱، ۲ و ۳ به بیرونی‌ترین دایره اختصاص داده می‌شوند و پایه ۱ در ۶۰ درجه در جهت عقربه‌های ساعت باله کلیدی قرار دارد. پایه ۲ که در راستای باله کوچک است، ۱۲۰ درجه در جهت عقربه‌های ساعت پایه ۱ است. پایه ۳، ۱۲۰ درجه در جهت عقربه‌های ساعت پایه ۲ است. برای تریودها، این پایه‌ها (معمولا فقط پایه ۲) اتصال صفحه/آند هستند. برای تترودها، یکی از این پایه‌ها اتصال شبکه صفحه است و صفحه/آند دارای اتصال کلاهک بالایی است.
پایه‌های ۴، ۵ و ۶ به دایره بعدی اختصاص داده می‌شوند. پایه ۴ مطابق با باله کلید است. پایه ۵ ۱۲۰ درجه در جهت عقربه‌های ساعت پایه ۴ و باله کلید است. پایه ۶، ۱۲۰ درجه در جهت عقربه‌های ساعت پایه ۵ است. پایه‌های این دایره (معمولا پایه ۴) به شبکه کنترل متصل می‌شوند.
پایه‌های ۷، ۸ و ۹ به دایره بعدی اختصاص داده می‌شوند. آنها در خطوطی مشابه پایه‌های ۱، ۲ و ۳ قرار دارند و همچنین به ترتیب در جهت عقربه‌های ساعت افزایش می‌یابند. این پایه‌ها (معمولا پایه ۸) به کاتد متصل می‌شوند.
پایه‌های ۱۰، ۱۱ و ۱۲ به درونی‌ترین دایره اختصاص داده می‌شوند. آنها در خطوط مشابه پایه‌های ۴، ۵ و ۶ قرار دارند و همچنین به ترتیب در جهت عقربه‌های ساعت افزایش می‌یابند. این پایه‌ها (معمولاً پایه‌های ۱۰ و ۱۲) به گرم‌کن متصل می‌شوند.
پایه 12AQ -- که توسط اکثر ترایودها از جمله 6CW4 و 6DS4 استفاده می‌شود -- رایج‌ترین جانمایی اتصال است. اتصالات عبارتند از:
- پایه ۲ - صفحه/آند
- پایه ۴ - شبکه
- پایه ۸ - کاتد
- پایه‌های ۱۰ و ۱۲ - گرم‌کن

پایه 12AS جانمایی تترود است. اتصالات عبارتند از:
- پایه ۲ - شبکه ۲
- پایه ۴ - شبکه ۱
- پایه ۸ - کاتد
- پایه‌های ۱۰ و ۱۲ - گرم‌کن
- سرپوش - صفحه

## انواع

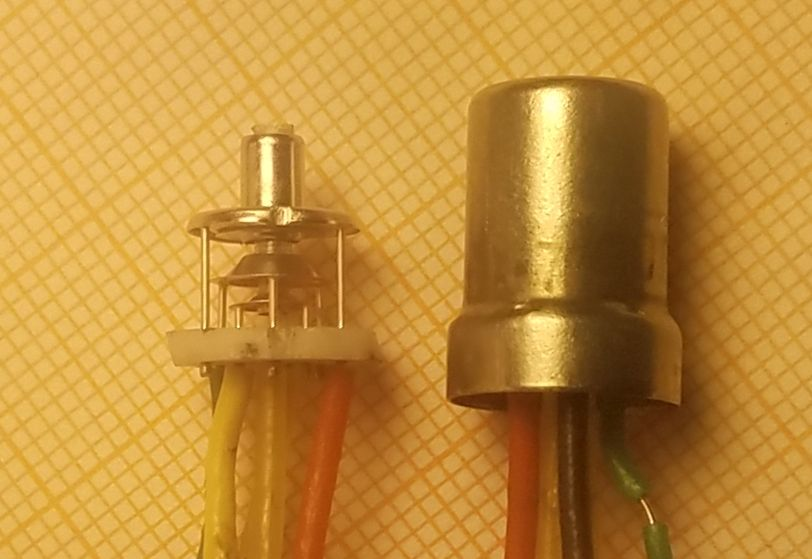
نوویستور تریود ۶С۵۲Н. کامل (راست)، بدون جعبه (چپ)، با سیم‌بافته‌های سرپایی. اتحاد جماهیر شوروی، دهه ۱۹۷۰.

- ۷۵۸۶ - اولین نسخه منتشر شده، مو تریود متوسط (ضریب تقویت: ۳۱ تا ۳۵)
  - ۷۸۹۵–۷۵۸۶ با مو بالاتر (ضریب تقویت: ۶۴)
  - ۸۳۹۳ - متوسط مو تریود معادل ۷۵۸۶ بجز گرم‌کن ۱۳٫۵ ولت در ۶۰ میلی‌آمپر است که در تجهیزات تکترونیکس استفاده می‌شود.
- ۷۵۸۷ - تترود با قطع تیز (آند در بالا قرار دارد)
- ۸۰۵۶ - تریود برای ولتاژهای صفحه (پلیت) پایین
- ۸۰۵۸ - تریود، با درپوش صفحه و شبکه روی پوسته، برای عملکرد UHF
- 6CW4 - تریود مو بالا، با گرم‌کن ۶٫۳ ولت / ۱۳۵ میلی‌آمپر. رایج‌ترین نوع نوویستور در لوازم الکترونیکی مصرفی. همچنین در تجهیزات رادیویی آماتور VHF و رادیو دریایی استفاده می‌شود. (ضریب تقویت: ۶۵)
  - 2CW4 - مانند نوع 6CW4، اما با گرم‌کن ۲٫۱ ولت / ۴۵۰ میلی‌آمپر. بیشتر در گیرنده‌های تلویزیون با رشته‌های گرم‌کن سِری استفاده می‌شود
  - 13CW4 - مانند 6CW4، اما با گرم‌کن ۱۲٫۶ ولت / ۲۳۰ میلی‌آمپر. اغلب در تجهیزات رادیویی VHF استفاده می‌شود که توسط باتری‌های ذخیره‌سازی ۱۲ ولت و ژنراتورها تغذیه می‌شوند.
- 6DS4 - قطع کنترولی 6CW4، با گرم‌کن ۶٫۳ ولت / ۱۳۵ میلی‌آمپر. بیشتر در گیرنده‌های تلویزیون رنگی آرسی‌ای به عنوان تقویت‌کننده RF در تیونرهایی با مخلوط‌کننده‌های ترانزیستوری و نوسان‌سازهای محلی استفاده می‌شود (ضریب تقویت: ۶۳)
  - 2DS4 - مانند 6DS4، اما با گرم‌کن ۲٫۱ ولت / ۴۵۰ میلی‌آمپر. بیشتر در گیرنده‌های تلویزیون با رشته‌های گرمکن سِری استفاده می‌شود
- 6DV4 - مو متوسط، در نظر گرفته شده به عنوان نوسان‌ساز UHF، پوسته گاهی با روکش طلا (ضریب تقویت: ۳۵)
- انواع شوروی (برخی از انواع ممکن است سیم‌بافته‌های لحیم‌کاری بلند داشته باشند)
  - ۶П۳۷Н-В (الفبای لاتین: 6P37N-V) - تترود قدرت ته‌سیمی (به انگلیسی: wire-ended)[۱]
  - 6C51H (6S51N) - مشابه ۷۵۸۶
  - 6C52H (6S52N) - همان ۷۸۹۵
  - 6C53H-В (6S53N-V) - تریود ته‌سیمی[۱]
  - 6C62H (6S62N) - تریود با مو زیاد (۹۰) که برای دریافت سیگنال‌های RF ضعیف طراحی شده است.
  - 6C63H (6S63N) - تریود

## تشریح لامپ تریود نوویستور
| بخش‌هایی از یک نوویستور تریود کوچک | عکس‌ها |
| --- | ----- |
| ۷۵۸۶ نوویستور تریود. دو شاخه (یکی بزرگ و دیگری کوچک) در مجاورت پایه‌های ۲ و ۴، لامپ را در سوکت آن قرار می‌دهند که در کنار آن نشان داده شده است.                                                                                |       |
| ۷۵۸۶ نوویستور تریود. دوازده پایه از پایه سرامیکی بیرون زده که برخی از آنها بلند هستند و اتصالات الکترودهای گرم‌کن، کاتد، شبکه و آند را تشکیل می‌دهند. این پایه‌های کوتاه ساختار داخلی را به همراه پایه‌های بلند پشتیبانی می‌کنند. |       |
| پوشش فلزی برداشته شده است. نمای پایه لامپ، آند یا صفحه و پایه‌های پشتیبانی. |       |
| نما از بستر لامپ، آند یا صفحه و پایه‌های پشتیبان. توجه داشته باشید که مانند دریچه‌های معمولی از فاصله‌اندازهای میکا برای پشتیبانی و جداسازی ساختارهای داخلی استفاده نمی‌شود.                                                     |       |
| آند حذف شده است. الکترود سیم مشبک جهت عمودی، شبکه کنترل است. |       |
| شبکه کنترل حذف شده است. الکترود عمودی کاتد است. کاتد گرم شده غیرمستقیم گرم‌کن را احاطه کرده است. بخش گسیل‌کننده الکترون کاتد، پوشش اکسیدی سفید رنگ است که معمولاً اکسید باریم یا اکسید استرانسیوم است.                          |       |
| کاتد حذف شده است. گرم‌کن از سیم تنگستن با مواد دی‌الکتریک نسوز با رسانایی گرمایی بالا پوشیده شده است. |       |